# Sigvaldeträsk

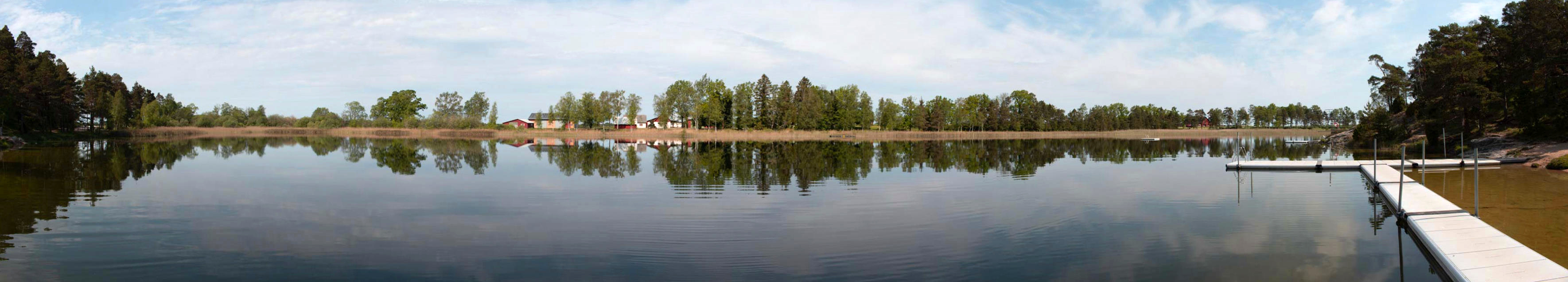
Sigvaldeträsk

Sigvaldeträsk ist ein See auf der schwedischen Insel Gotland. Der See hat eine Fläche von rund 9 Hektar und ist 16 m tief.

## Lage
Der See befindet sich im Kirchspiel (schwedisch socken) Etelhem, 36 km  südlich von Visby, 15 km  nördlich von Hemse, 19 km  südlich von Roma (Gotland), 20 km  südöstlich von Klintehamn und 10 km  südwestlich von Ljugarn. 

## Badeplatz
Der See hat einen Sandstrand und ist für die Region im mittleren Gotland ein beliebter Badesee.